# 우림가
우림가(일본어: 羽林家 우린케[*])는 공가의 가격 중 하나로, 섭관가, 청화가, 대신가에 다음가는 넷째 가는 격이다. 명가와 동렬이고 반가의 상위이면서, 에도 시대의 무가관위에서는 각 다이묘 가에 주어지는 가격에 상당한다.
근위소장 및 중장을 겸해 참의에서 중납언, 최고 대납언까지 승진할 수 있었다. 드물지만 내대신까지 승진하는 사람도 있었다. 또 준대신 종일위를 받은 예도 있다. 메이지 유신 이후 화족령에 의해 자작가 또는 백작가가 되었다.
"우림"이란 "날개(우)와 같이 빠르고 숲(림)과 같이 많다"는 뜻으로, 중국에서 북두성을 수호하는 별의 이름이다. 그것이 변하여 황제를 지키는 궁중 숙위장 이름이 되었는데, 일본에서는 근위부의 당명을 우림이라 하여 근위장을 겸하는 가문들을 "우림가"라고 부르게 되었다.